# Aeropuerto Alberto Carnevalli
El Aeropuerto Nacional Alberto Carnevali (IATA: MRD, OACI: SVMD), es un aeropuerto comercial y público de tipo nacional que se encuentra localizado en la ciudad de Mérida, Venezuela. Fue hasta el año 2008 el principal aeropuerto del estado Mérida y uno de los más destacados de la región andina y del país, momento en el que nuevas normativas limitasen la operación comercial en el mismo. El nombre del aeropuerto se le atribuye en honor a la labor desempeñada por el abogado y político Alberto Carnevali.
Inaugurado en el año de 1946, este aeropuerto estaba ubicado en las afueras de la ciudad, pero el rápido crecimiento urbano durante los años 60 y 70, pronto lo dejó completamente rodeado de viviendas y edificios por sus cuatro costados. Dos grandes cadenas de montañas se encuentran a su alrededor, en el lado sur está la Sierra Nevada con su pico más alto, el Pico Bolívar, a 4978 m s. n. m.
Cuenta con una terminal aérea con servicios tales como  excursiones hacia sitios de interés turístico, venta de boletos aéreos, línea de taxis, cafetería, restaurante y tiendas comerciales.

## Descripción
El aeropuerto cuenta con una sola pista de aterrizaje y despegue de 1.630 metros de largo por 60 metros de ancho incluyendo las zonas de seguridad.
Su infraestructura está compuesta por una terminal aérea que ofrece servicios de alquiler de automóviles, excursiones hacia sitios de interés turístico, venta de billetes aéreos, línea de taxis, cafetería, restaurante y tiendas varias. Los vuelos privados son coordinados por el personal de BAER y INAC y el aparcamiento de aviones en rampa de Aviación General es Gratuito.
Este aeropuerto no está equipado con aduana, por lo que no puede acoger vuelos internacionales. Las entradas y salidas se llevan a cabo por los corredores visuales Río Chama al WSW, El Morro al Sur y El Valle al norte, las operaciones se rigen bajo las normas de vuelo VFR debido a que no existen radioayudas cercanas, tampoco posee balizaje por lo cual luego de la puesta de sol o bajo condiciones de escasa visilibidad el aeropuerto queda inhabilitado y cualquier vuelo pendiente es desviado hacia El Vigía a 1 hora en automóvil. Un hecho muy famoso ocurrió en 1985 cuando un avión Douglas DC-9-30 de la empresa Aeropostal siglas YV-23C aterriza en Mérida con el papa Juan Pablo II
Luego del accidente del vuelo 518 de SBA Airlines, el único modo de aproximación aprobado por las autoridades aeronáuticas fue el corredor del Río Chama.

## Cese de operaciones comerciales

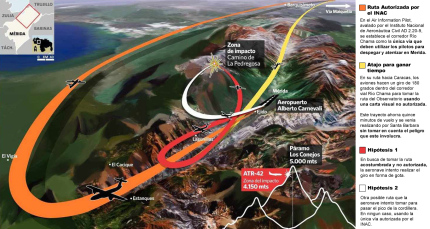
Grafico del accidente del vuelo 518 de Santa Bárbara Arlines

El aeropuerto Alberto Carnevali sirvió durante largos años con destinos a las ciudades de Caracas, Maracaibo, San Antonio del Táchira, Barquisimeto y Valencia, sin embargo, producto del accidente ocurrido el 21 de febrero de 2008 cuando el Vuelo 518 de Santa Bárbara Airlines poco después de despegar se estrelló con una montaña cercana a la ciudad luego de 10 minutos de vuelo, las operaciones aéreas fueron suspendidas de forma indefinida en 2009 y se determinó que sería el Aeropuerto Internacional Juan Pablo Pérez Alfonso de la ciudad de El Vigía el que serviriá como puerto aéreo para los vuelos comerciales. Durante muchos años este aeropuerto recibió jet comerciales pertenecientes a las aerolíneas Aeropostal, Avensa y Servivensa.

## Reapertura de operaciones comerciales

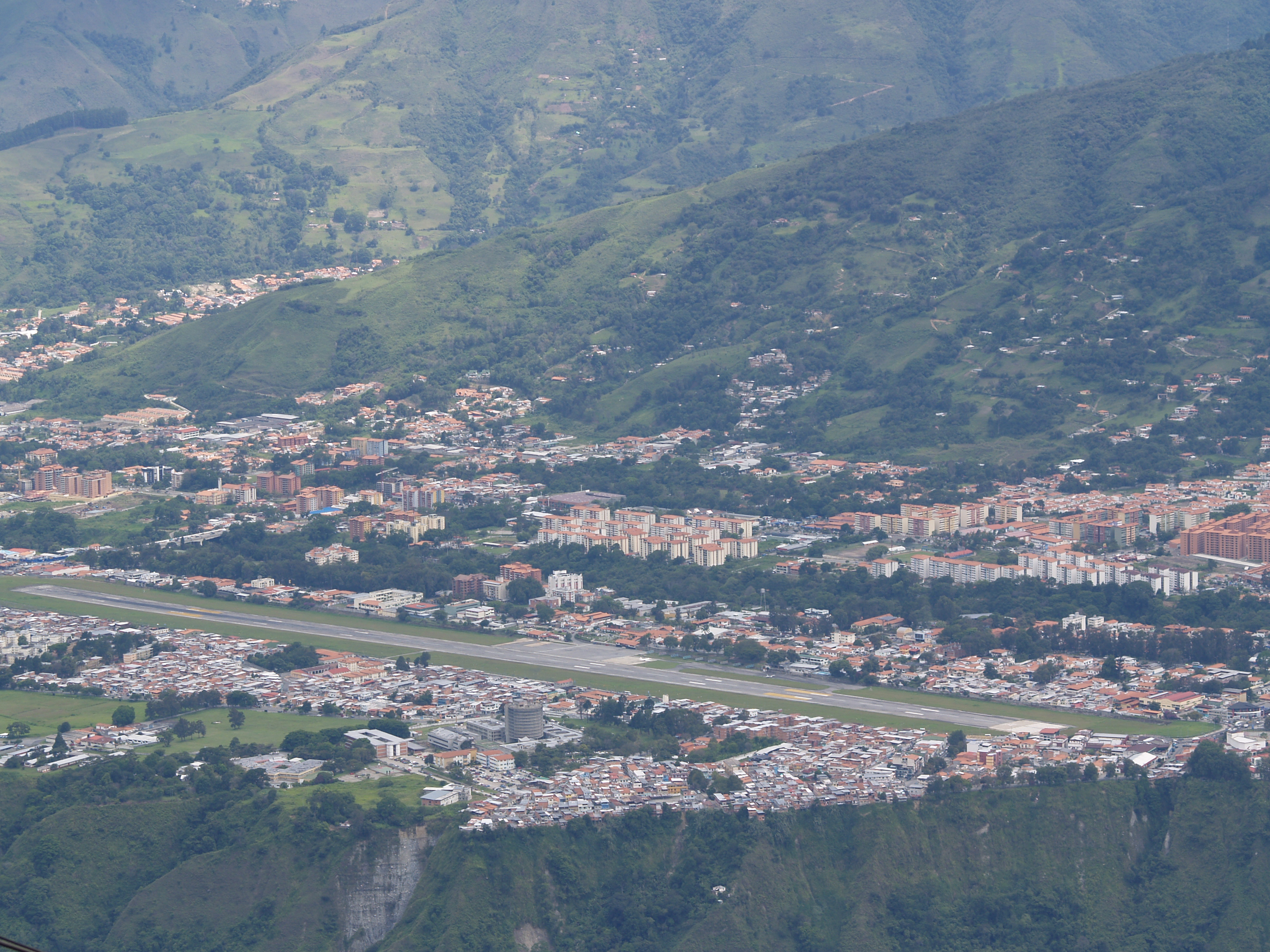
Vista general del aeropuerto de la ciudad.

El Aeropuerto Alberto Carnevalli se planeó reabrir para vuelos comerciales en 2010 con la aerolínea LaMia, llegando a realizar una presentación de la aerolínea ese mismo año en una aeronave ATR 72-500, esperando que los vuelos iniciaran ese año, sin embargo, esto nunca llegó a suceder. Luego de que estuviera por 5 años cerrado para vuelos comerciales desde 2008, volvió a servir como terminal comercial el 1 de agosto del 2013 después de haber recondicionado la pista del aeropuerto y las instalaciones del mismo. Sin embargo, debido a limitaciones operacionales impuestas por la autoridad aeronáutica (INAC), la suspensión formal de la "Ruta de Observatorio" y la falta de servicios de combustible en el aeropuerto, realizar vuelos comerciales regulares a este aeropuerto fue económicamente inviable para las aerolíneas, por lo cual Avior Airlines y Conviasa suspendieron de manera indefinida la ruta en 2014.
Desde el 2021 existió un plan de reapertura de vuelos comerciales al aeropuerto iniciado por el gobernador del estado Mérida Jehyson Guzman, quien informó que la línea aérea Conviasa iniciaría operaciones en 2023 en la aeronave ATR 42-400 YV1009, después de cumplir con los requisitos exigidos por la ley y la disponibilidad de las aeronaves, gracias a un acuerdo alcanzado con el Ministerio del Poder Popular para el Transporte. Posteriormente, el 11 de mayo de 2023, después de casi 10 años, los vuelos comerciales al aeropuerto fueron restablecidos con tres frecuencias semanales, se espera que pronto se abran más destinos desde el aeropuerto.

## Aviones que han operado aquí comercialmente
Douglas DC-3
Douglas DC-9-30
Boeing 727-200
Boeing 737-300
Fokker 50
ATR 42
ATR 72
Convair 580
Bombardier Q400
Embraer 120
Vickers Viscount
Beechcraft 1900
de Havilland Canada Dash 7

## Accidentes e incidentes
- El 11 de diciembre de 1947 un Douglas DC-3 de Taca Venezuela se salió de la pista del aeropuerto, de todos los pasajeros solo hubo un herido, los demás salieron ilesos.

- El 24 de diciembre de 1998 un Boeing 727-200 de Servivensa con matrícula YV-844C estuvo a punto de salirse de la pista mientras intentaba aterrizar, todos los pasajeros y tripulantes salieron ilesos.
- El 21 de febrero de 2008 accidente del Vuelo 518 de Santa Bárbara Airlines.

## Aerolínea y destino
| Destinos por aerolínea                | Destinos por aerolínea |
| Aerolínea                             | Ciudad                 |
| ------------------------------------- | ---------------------- |
| Conviasa 1 destino                    | Nacional (1): Caracas  |
| Total: 1 destino, 1 país, 1 aerolínea |                        |

### Destino Nacional
| Destinos regulares                      | Nombre del aeropuerto                               | Aerolíneas | Frecuencias semanales |
| --------------------------------------- | --------------------------------------------------- | ---------- | --------------------- |
| Distrito Capital - Caracas              | Aeropuerto Internacional de Maiquetía Simón Bolívar | Conviasa   | 3                     |
| Total: 1 destino, 1 estado, 1 aerolínea |                                                     |            |                       |

Opera la siguiente aerolínea con el respectivo equipos, así:
- Conviasa: ATR-42

## Aerolíneas que operaron aquí
- Avensa (Desde 1946 hasta 2004)

- Servivensa (Desde 1996 hasta 2000)

- Aeropostal (Desde 1946 hasta 1994)

- SBA Airlines (Desde 1995 hasta 2008)

- Air Venezuela (Desde 1996 hasta 2001)

- Avior Airlines (Desde 2000 hasta 2009, desde 2013 hasta 2014)

- Conviasa (Desde 2013 hasta 2014)

- Lai (Desde 1999 hasta 2004)

- Transcarga (2009-2010) Vuelos Chárter

- Línea Aérea Taca Venezuela (Desde 1946 hasta la venta de la aerolínea a Aeropostal)

- Línea Turística Aereotuy (Durante 2006) Vuelos Chárter